# Dana Weber
Dana Weber, geb. Kressová (* 12. November 1969 in Prag, Tschechoslowakei) ist eine ehemalige tschechische und deutsche Tischtennisspielerin und -trainerin. Mit TSG Dülmen wurde sie deutscher Mannschaftsmeister.

## Karriere
Dana Kressová kam in der Saison 1986/87 zur Mannschaft von DSO Slovan Orbis Prag im nationalen Spielbetrieb der 1. Liga. Mit der Mannschaft gewann sie bei den tschechoslowakischen Meisterschaften dreimal Silber und einmal Bronze. In der Saison 1987/88 erkämpfte sie mit der Mannschaft in der Besetzung Alena Šafářová, Kressová, Hana Valentová und Pavla Rampová den dritten Platz in der ersten Tischtennisliga der ČSSR. Weiterhin für den seit 1989 in Sokol Nusle umbenannten Verein spielend, errang Kressová zusammen mit Alena Šafářová, Daniela Davídková und Petra Hošková im Spieljahr 1990/91 den zweiten Platz in der nationalen 1. Liga. Im ETTU-Pokal kam das Team Alena Šafářová, Kressová und Daniela Davídková auf den dritten Platz.
1991 wechselte sie von Sokol Nusle Prag nach Deutschland zum KSV Hessen Kassel. Sie heiratete 1992 den Tischtennistrainer des ASV JOOLA Landau Ralf Weber (* 1966, † 2018) und spielte fortan unter dem Namen Dana Weber. Im Mai 1995 erhielt sie die deutsche Staatsbürgerschaft.
Über die Zwischenstation TV Bergen-Enkheim 1993/94 kam sie 1994 zur TSG Dülmen, mit der sie 1995 deutscher Meister wurde. Von 1996 bis 1998 spielte sie beim Bundesligisten TSV Betzingen, danach als Spielertrainerin beim BTTF Zweibrücken und seit 2006 mit dem TTF Frankenthal in der Regionalliga.
Bei Landesmeisterschaften gewann Kressová 22 Medaillen. In der tschechischen Meisterschaft gewann sie einmal im Einzel und erkämpfte im Doppel bei der ČSFR-Meisterschaft den 3. Platz. Mit der Mannschaft belegte sie in der Europaliga den zweiten Platz. Weiterhin holte sie jeweils im Einzel Silber bei den Internationalen Finnischen Meisterschaften und Bronze bei den Internationalen Polnischen Meisterschaften.

## Trainerin
An der Fakultät für Körpererziehung und Sport der Karls-Universität Prag schloss Dana Kressová ein Studium in den Fächern Sport, Tschechisch und Tischtennis mit dem Diplom ab. Dies bildete die Grundlage für ihre Trainertätigkeit. 1997 wurde sie vom Deutschen Tischtennis-Bund DTTB für die Betreuung des Nachwuchses im Heidelberger Tischtenniszentrum verpflichtet. 2006 wechselte sie ins neu erbaute Tischtennis-Leistungszentrum in Düsseldorf, wo sie 13- bis 18-jährige Jugendliche betreute. Seit 1. Januar 2008 ist sie als Nachfolgerin von Ronald Raue Bundestrainerin für Schülerinnen. 2019 wurde unter ihrer Leitung die Mädchenmannschaft Jugendeuropameister in Ostrava. Im gleichen Jahr wurde Weber zur Trainerin des Jahres für die Saison 2018/19 gewählt. Sie ist die zweite Tischtennisspielerin nach Jie Schöpp (2016) mit diesem Titel.

## Privat
Dana Weber ist die Mutter eines Sohnes (* 1992).